# Jardin botanique de Wisley
Le jardin botanique de Wisley, situé dans le Surrey, au sud de Londres, est un jardin botanique anglais, géré par la Royal Horticultural Society (RHS).

## Histoire
Le jardin de Wisley est fondé par George Ferguson Wilson (en), homme d'affaires et trésorier de la RHS, qui acquiert un site de 60 acres en 1878 et crée, sur une partie de sa propriété, un jardin expérimental, Oakwood Garden. Ce jardin est ensuite racheté par Thomas Hanbury, déjà créateur du jardin botanique Hanbury près de Vintimille, sur la Riviera ligure. Thomas Hanbury donne le domaine de Wisley à la RHS en 1903.

## Description
Le jardin de Wisley s'étend sur 97 hectares. Il est composé de jardins décoratifs, de plusieurs serres et d'un arboretum.
Une école d'horticulture propose des formations.
Un laboratoire, destiné à la fois à la recherche scientifique et à la formation, est ouvert en 1907. Il est agrandi, et son bâtiment est reconstruit en 1916. Il est inscrit sur la liste des bâtiments classés Grade II en 1985.

## Galerie

Wisley
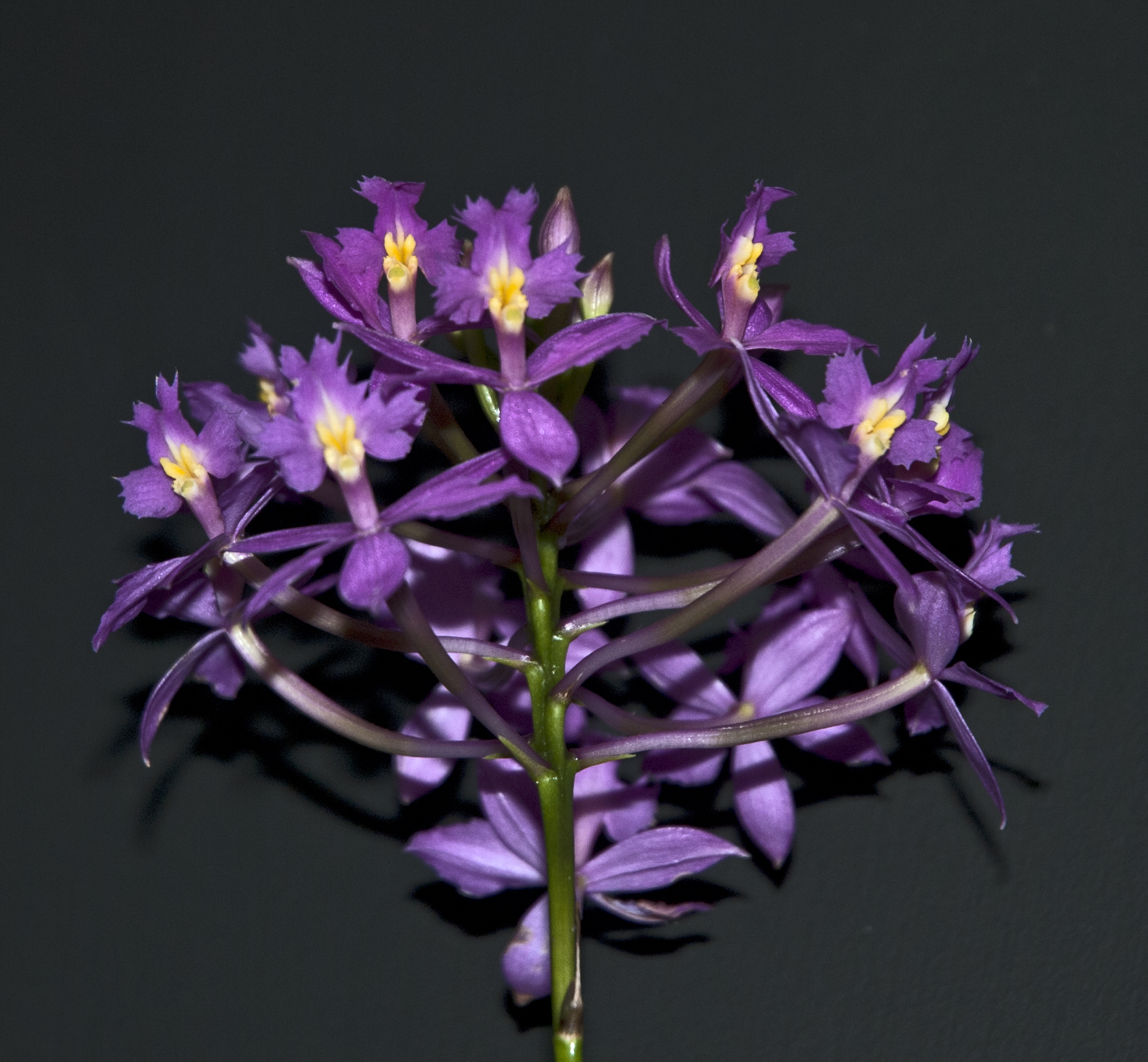
Orchidée
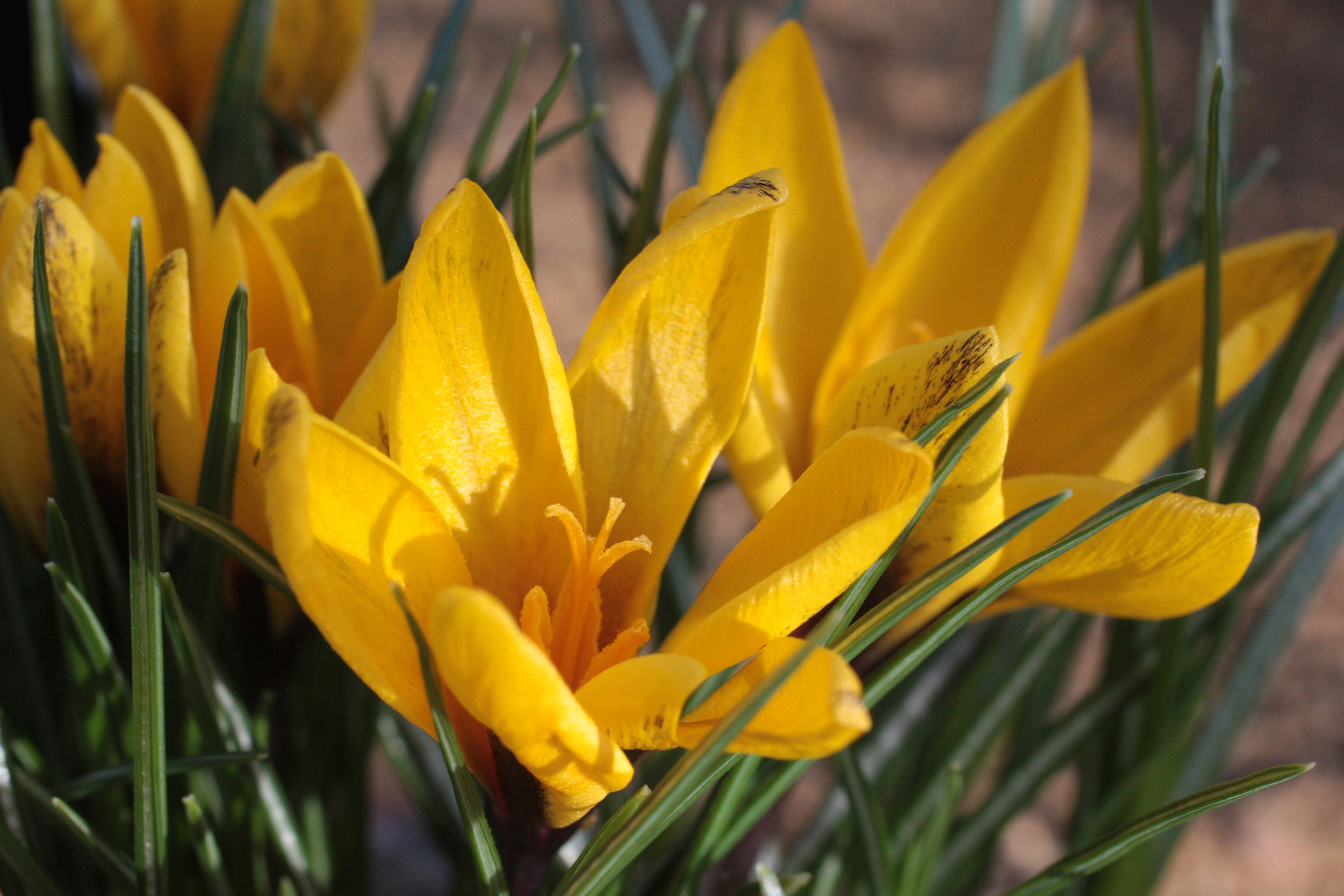
Crocus
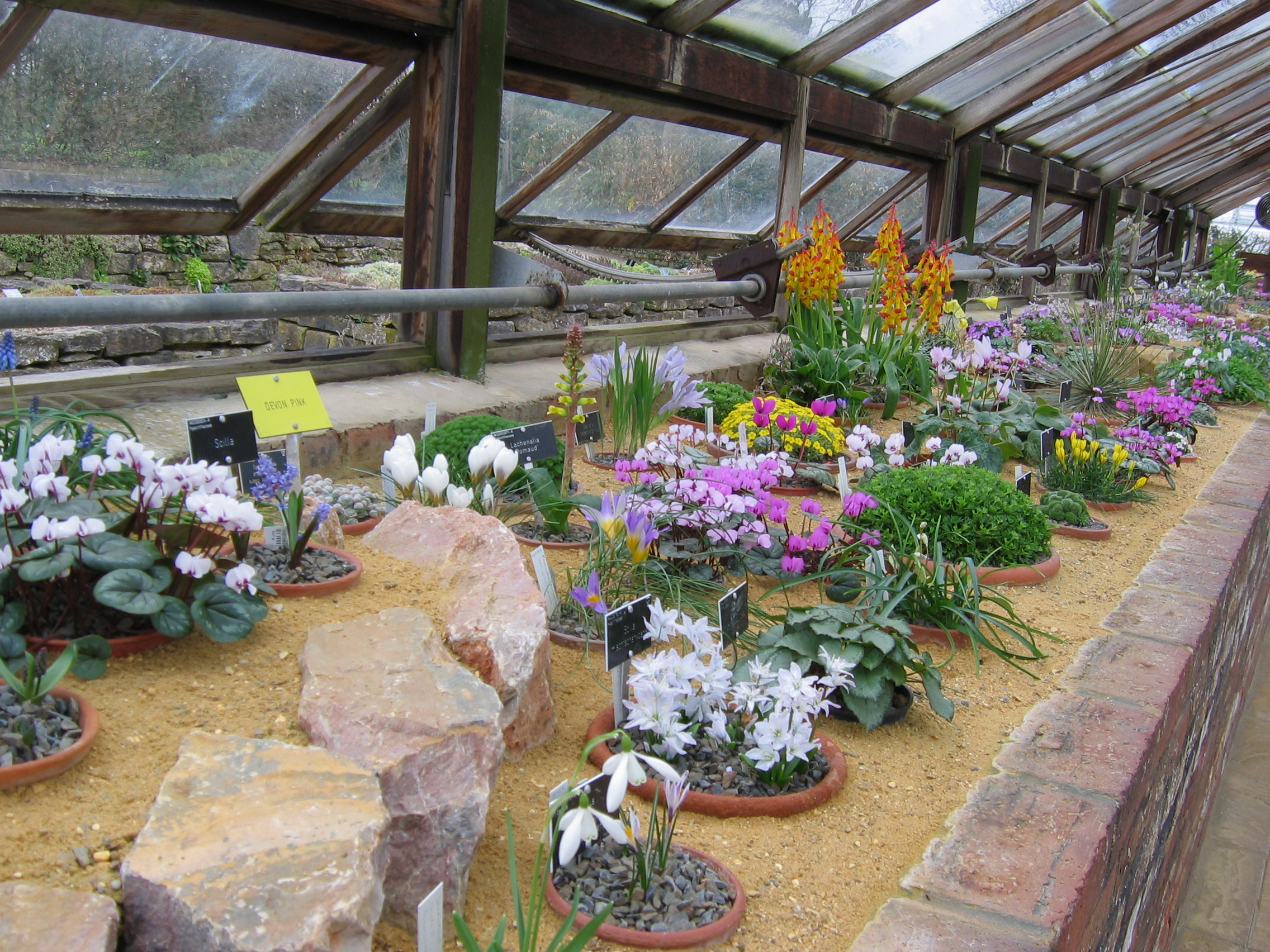
Alpine House
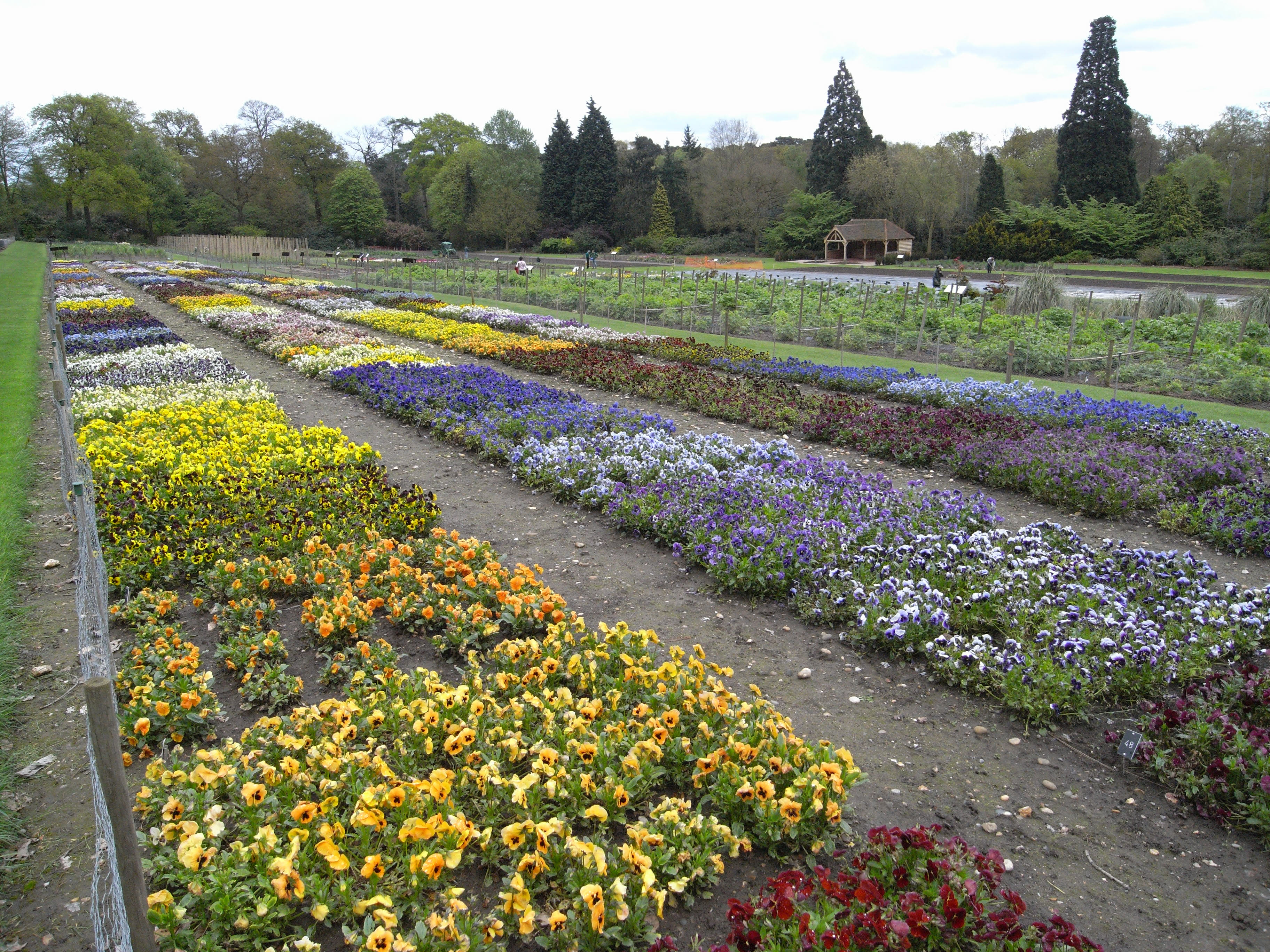
Plantes
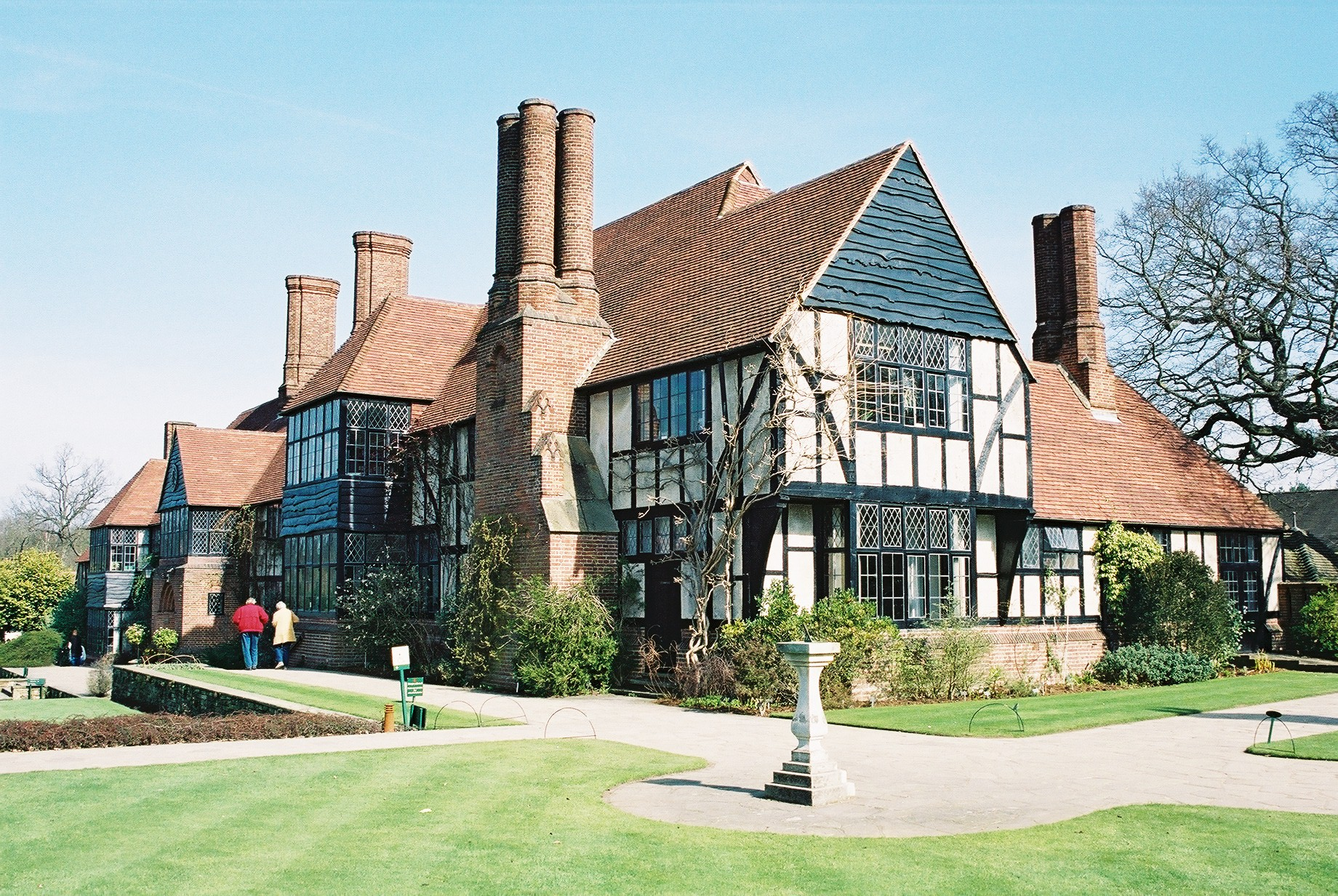
Laboratoire
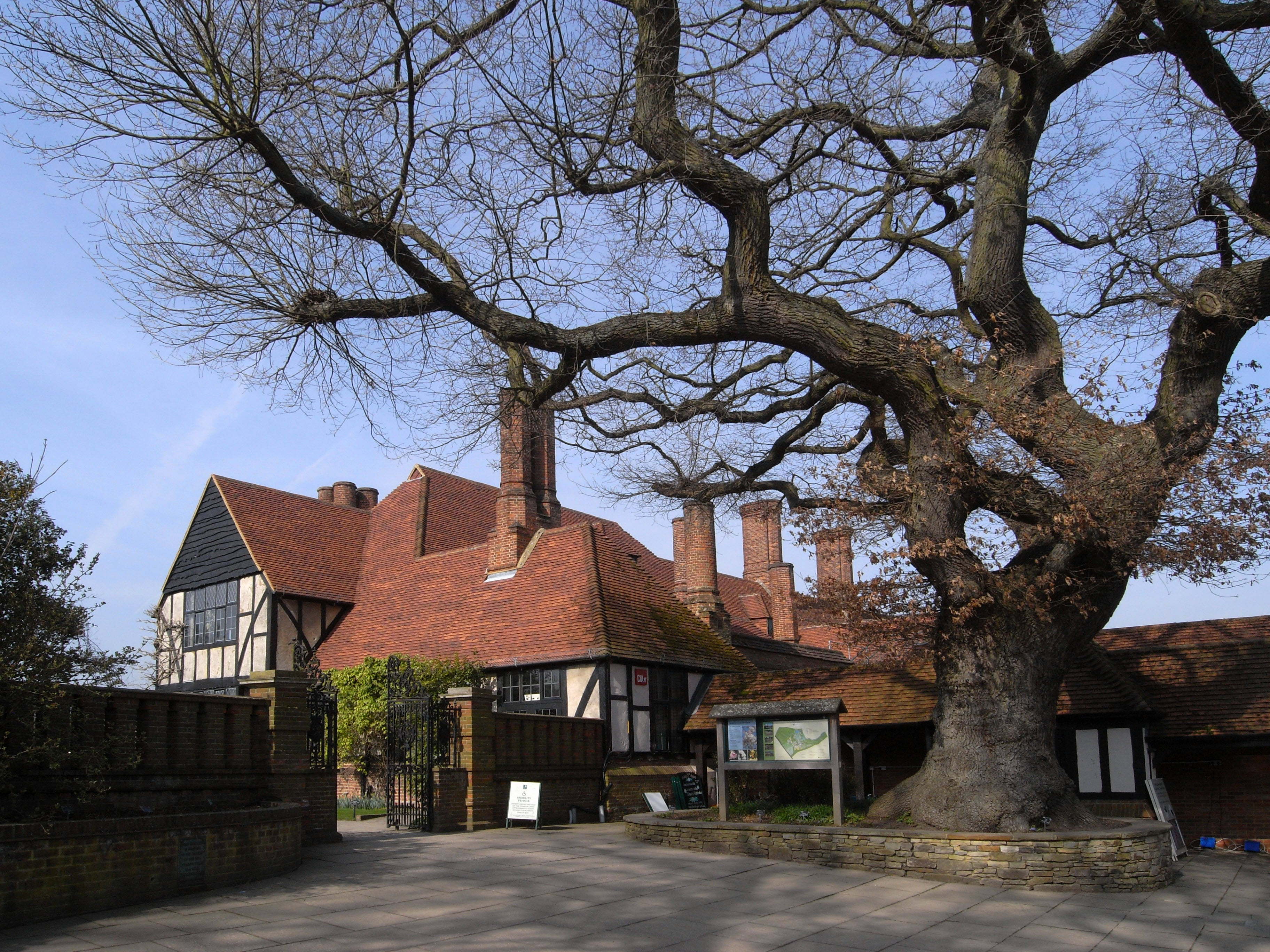
Laboratoire et Quercus robur
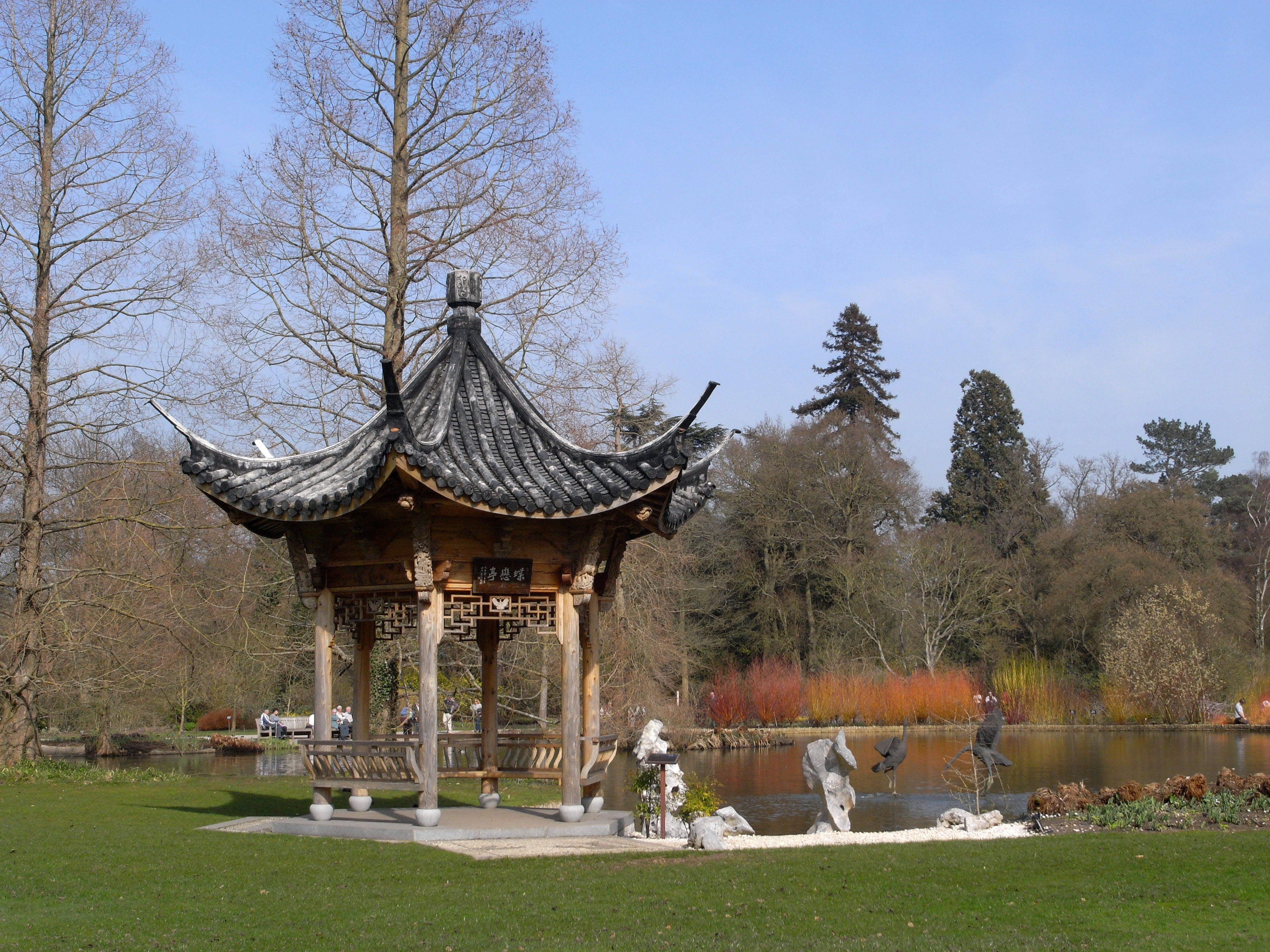
Pavillon
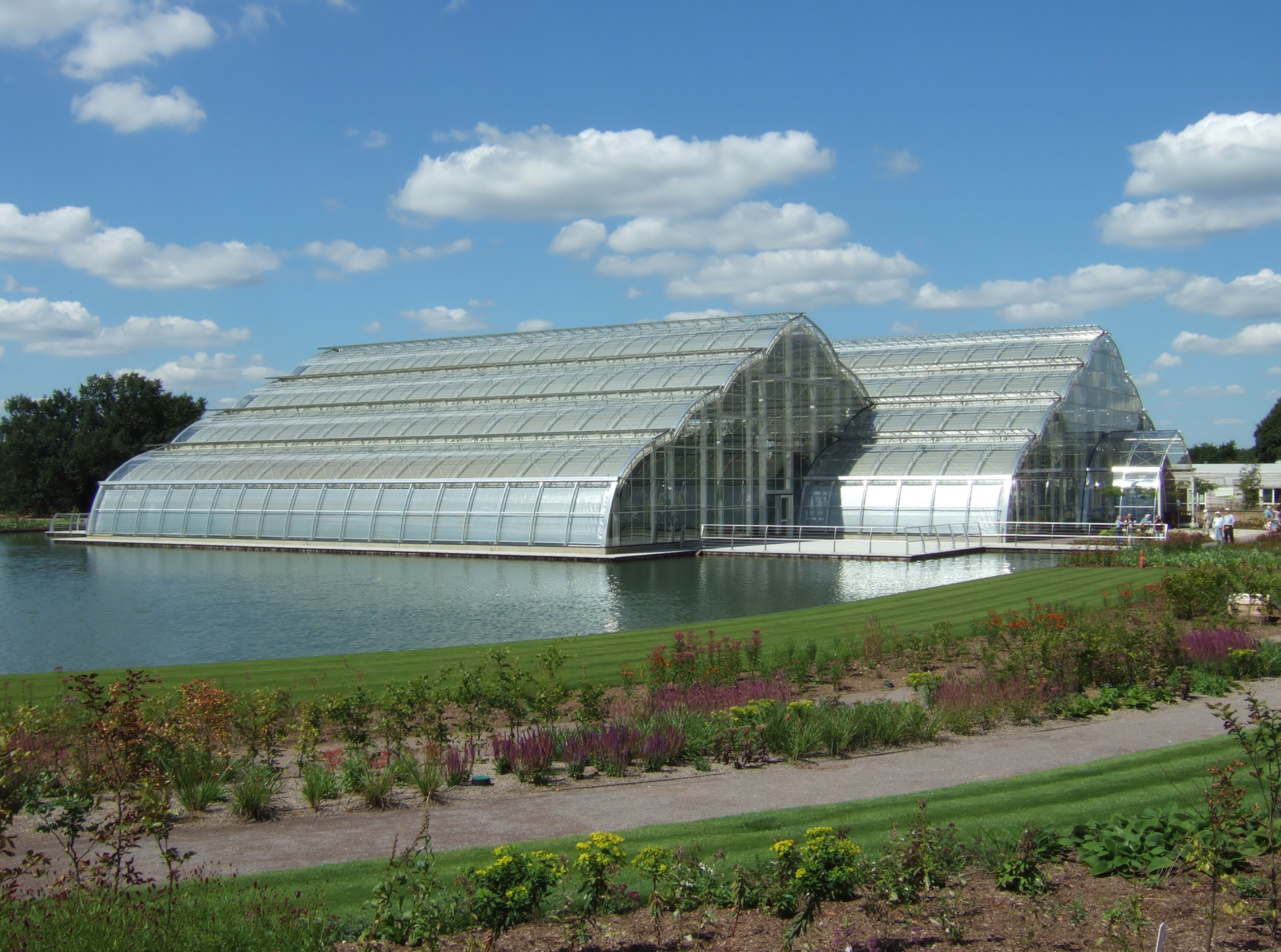
Serres
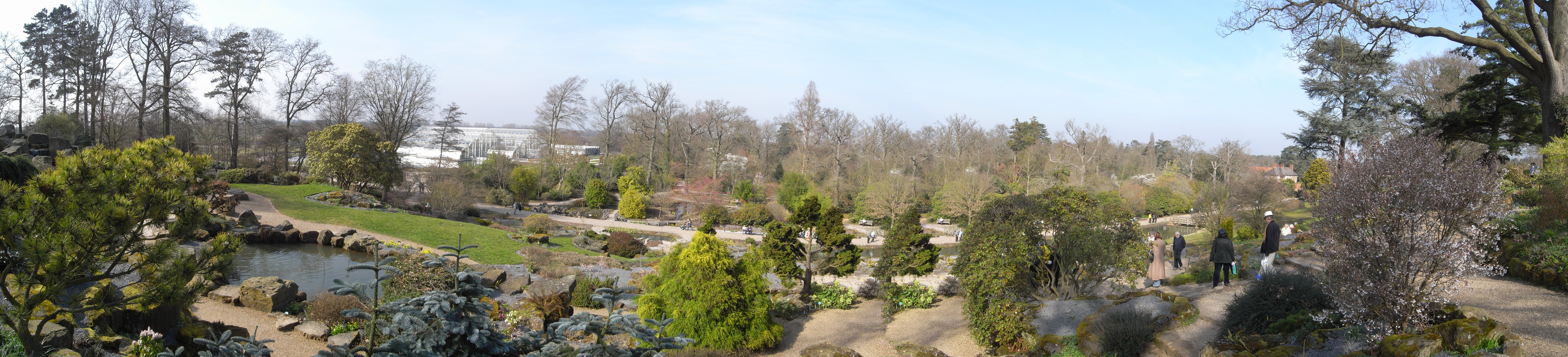
Panorama